# Stadssjön (naturreservat)
Stadssjön är ett naturreservat i Hedemora kommun i Dalarnas län.
Området är naturskyddat sedan 2011 och är 50 hektar stort. Reservatet ligger vid Hovran och består av lövskog och öppna marker vilka gynnar fågelliv.